# Ectasiocnemis
Ectasiocnemis es un género de coleóptero de la familia Scraptiidae.

## Especies
Las especies de este género son:
- Ectasiocnemis anchoralis
- Ectasiocnemis caneparii
- Ectasiocnemis chloroptera
- Ectasiocnemis contorta
- Ectasiocnemis elongata
- Ectasiocnemis erythreana
- Ectasiocnemis hazariana
- Ectasiocnemis horaki
- Ectasiocnemis inermis
- Ectasiocnemis laciniata
- Ectasiocnemis luteicollis
- Ectasiocnemis maxima
- Ectasiocnemis platycnema
- Ectasiocnemis shirozui
- Ectasiocnemis straminea
- Ectasiocnemis tibialis
- Ectasiocnemis transita